# 深淵 (黑澤明)
深淵為黑澤明於1957年所拍攝的電影(中國譯為低下層)，內容主要講述江戶時代低下階層的生活,題材根據蘇俄現實主義作家高爾基作品《在底層》改編。主要演員有三船敏郎。